# Fjende
En fjende (af norrønt fjándi, af fjá = at hade) er et etisk-politisk begreb for et væsen, en gruppe eller sag, der handler på en måde som er uforenelig med ens egen position. Fjender er bundet til hinanden gennem en uenighed, der indebærer at en forøgelse af den enes styrke underminerer den andens og at parterne derfor må konfrontere hinanden. Det forhold hvor to eller flere parter er forbundet til hinanden som fjender kaldes fjendskab.
Det modsatte af forholdet mellem fjender er forholdet mellem allierede eller venner.

## Carl Schmitts ven-fjende-distinktion
I den politiske filosofi er det den konservative jurist Carl Schmitt, der er mest kendt for ven-fjende-distinktionen. Teorien udvikler han i værket Det politiskes begreb, der forsøger at svare på spørgsmålet om hvad det politiske er. For Schmitt er politik grundlæggende et spørgsmål om relationer af fjendskab og venskab. Schmitt mener derfor, at konflikt er indlejret i eksistensen som sådan, som et fundamentalt træk i den menneskelige natur.
I sin samtid angreb og polemiserede Schmitt mod hvad han kaldte den "liberalistisk-neutrale" og "utopiske" position, der hævder at politik kan fjerne sig fra al krigslignende, antagonistisk energi.

### Liberale og neutralitet
Udskillelsen af ven og fjende er en grundlæggende u-liberal gestus. Liberale hævder, for det første, at ingen forskelle er grundlæggende uforenelige og at alle konflikter kan nå til en løsning (heraf konfliktløsning). For det andet, hævder liberale at der i etiske konflikter kan findes et centrum eller norm, hvorom de stridende parter indfinder sig. For det tredje, hævder liberale at dette centrum kan være neutralt.